# Fumionemertes maldivensis
Fumionemertes maldivensis är en djurart som tillhör fylumet slemmaskar, och som beskrevs av Stiasny-Wijnhoff 1936. Fumionemertes maldivensis ingår i släktet Fumionemertes och familjen Drepanophoridae. Inga underarter finns listade i Catalogue of Life.